# Síntese de pool quiral
Síntese de pool quiral é uma estratégia que visa melhorar a eficiência de síntese quiral. Inicia a síntese orgânica de um composto químico enantiopuro complexo de um estoque de substâncias enantiopuras prontamente disponíveis (o pool). Os materiais de partida quirais comuns incluem monossacarídeos e aminoácidos. A quiralidade construída é então preservada no restante da sequência de reação.
Esta estratégia é especialmente útil se a molécula desejada tiver uma grande semelhança com os produtos naturais enantiopuros baratos. Caso contrário, pode ser necessária uma síntese longa e tortuosa envolvendo muitos passos com perdas de rendimento no rendimento. Às vezes, pode ser difícil encontrar um material enantiopuro de partida adequado; quando outras técnicas podem ser mais frutíferas.
Métodos gerais usados em síntese de pool quiral são o uso de grupos protetores e interconversão de grupo funcional (abreviado na literatura como FGI, do inglês functional group interconversion).

## Exemplos
Síntese de pool quiral é usada para construir uma parte da molécula de Epothilone (uma alternativa ao Paclitaxel), da prontamente disponível (–)-pantolactona enantiopura. 2,3-Butanodiol enantiopuro é usado para sintetizar chiraphos:

## “Andaime” enantiomérico
”Andaime” enantiomérico é um conceito conceitualmente simples relacionado através do qual uma molécula núcleo de alta enantiopureza mas sintética com muitos grupos funcionais pode ser construída de uma família diversa de moléculas.